# Chasseneuil-du-Poitou
Chasseneuil-du-Poitou è un comune francese di 4 666 abitanti situato nel dipartimento della Vienne nella regione della Nuova Aquitania. La cittadina ospita nel suo territorio il parco di divertimenti multimediale Futuroscope, che rappresenta la meta principale dei turisti che giungono a Chasseneuil. Di fatto l'economia del paese è molto incentrata sul turismo, investendo in nuovi hotel e residence dall'architettura moderna e accattivante. 
Dentro il suo territorio risiede anche la Technopole du Futuroscope, di cui fa parte anche la Scuola Nazionale Superiore di Meccanica e Aerotecnica (ENSMA).

## Società

### Evoluzione demografica
Abitanti censiti

## Amministrazione

### Gemellaggi
- Lanaja
- Passage West